# Brand-Laaben
Brand-Laaben è un comune austriaco di 1 209 abitanti nel distretto di Sankt Pölten-Land, in Bassa Austria.